# Pyramica nitens
Pyramica nitens är en myrart som först beskrevs av Santschi 1932.  Pyramica nitens ingår i släktet Pyramica och familjen myror. Inga underarter finns listade i Catalogue of Life.